# Джандуя

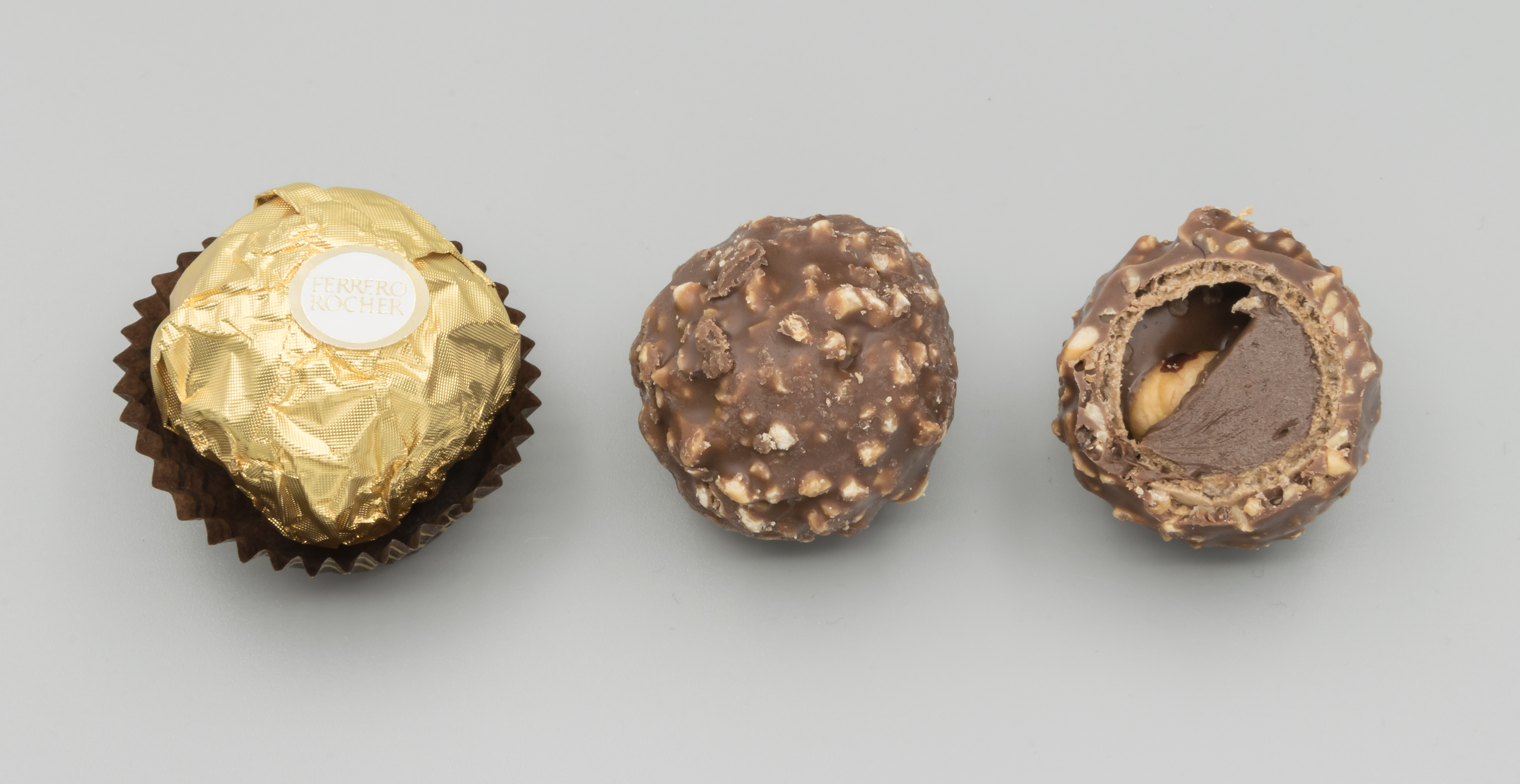
Цукерки Ferrero Rocher з начинкою з джандуї

Джандуя — солодкий шоколад, який містить близько 50% горіхової пасти з мигдалю та фундуку. Цей шоколад є типовим для італійського регіону П'ємонт, де поширені кондитерські вироби з фундуку. Шоколадна паста «Nutella» спочатку мала назву «Gianduja» (укр. джандуя).